# Zone industrialo-portuaire
Pour les articles homonymes, voir Zip.
Une zone industrialo-portuaire (siglée ZIP en géographie) est un espace littoral associant des fonctions industrielles et portuaires ; c'est une zone spécialement équipée et localisée sur l'eau et au bord de l'eau, avec à la fois un port qui permet d'accueillir des bateaux de très grande taille transportant des quantités de marchandises très importantes (des conteneurs ou des matières premières) et une plate-forme multimodale qui permet à ces marchandises de repartir extrêmement rapidement par d'autres moyens de transport, soit vers des lieux de consommation (comme pour le gaz, le charbon ou les denrées alimentaires) soit vers des lieux de raffinage (cas du pétrole) soit encore des lieux de stockage (cas de certains conteneurs).

## Histoire
Les ZIP qui naissent dans les années 1950 au Japon visent des économies d’échelle sur les phases amont et aval de l’approvisionnement et la distribution, sur le modèle international des Maritime industrial development area (MIDA), pour les grandes industries présentes sur le port.
Plusieurs ZIP se préparent sur le littoral nord-européen dans les années 1950 : 
- À ArcelorMittal Dunkerque, un projet d'accueil d'une usine de sidérurgie sur l'eau d'Usinor, couplée à une usine Air liquide lui livrant de l'oxygène pur et une centrale thermique EDF locale utilisant les gaz de haut-fourneau est décidée par l'État en 1956 mais sa construction ne démarre qu'avec trois ans de retard en 1959.
- À Rotterdam le projet dit Europoort, sur 10 000 hectares, consacrés à l’industrie chimique, pétrolière et navale est évoqué après-guerre et annoncé en 1957[1]. Le gouvernement central finance la construction des accès maritimes et terrestres, la municipalité – à qui le port appartient – les bassins et les quais. Maître d’ouvrage du projet, l’autorité portuaire municipale[1].
- À Anvers, en 1956, une convention entre la Ville et l’État acte la naissance du Plan décennal (1955-65) qui prévoit l’aménagement d’une zone industrielle de 3 000 hectares sur la rive droite de l’Escaut, avec plusieurs quais le long d’un nouveau canal, sur 3 000 hectares[1]. Le gouvernement central accorde 4,2 milliards de francs belges au projet, piloté par une commission regroupant des représentants de la Ville[1].
- À Ijmuiden (près d’Amsterdam), sont modernisées à la même époque les installations sidérurgiques installées dans l'entre-deux-guerres[1].

## Les terminaux
Les terminaux sont de plusieurs types possibles :
- terminaux gaziers pour la réception du gaz des gigantesques méthaniers ;
- terminaux pétroliers pour la réception du pétrole d'énormes navires pétroliers (ces deux terminaux se terminant respectivement par

un gazoduc ou un oléoduc pour acheminer directement ces matières énergétiques vers des lieux de stockage, de raffinage ou d'utilisation directe) ;
- terminaux conteneurs (ou terminaux containers, container étant le vocable anglais pour conteneur) pour la réception de milliers de conteneurs déchargés par d'immenses grues dites porte-conteneurs en quelques poignées de secondes ;
- terminaux vraquiers pour les matières premières en vrac qui devront être conditionnées avant leur départ de la ZIP.

## Historique
La première ZIP en France fut créée à Dunkerque en 1963, suivie par celle de Fos-sur-Mer en 1968 Saint-Nazaire en 1969 et Le Havre en 1972.
Les principales ZIP de France sont celles de Marseille-Fos-sur-Mer, Dunkerque, Le Havre et Saint-Nazaire.